# تفنگ سازمانی

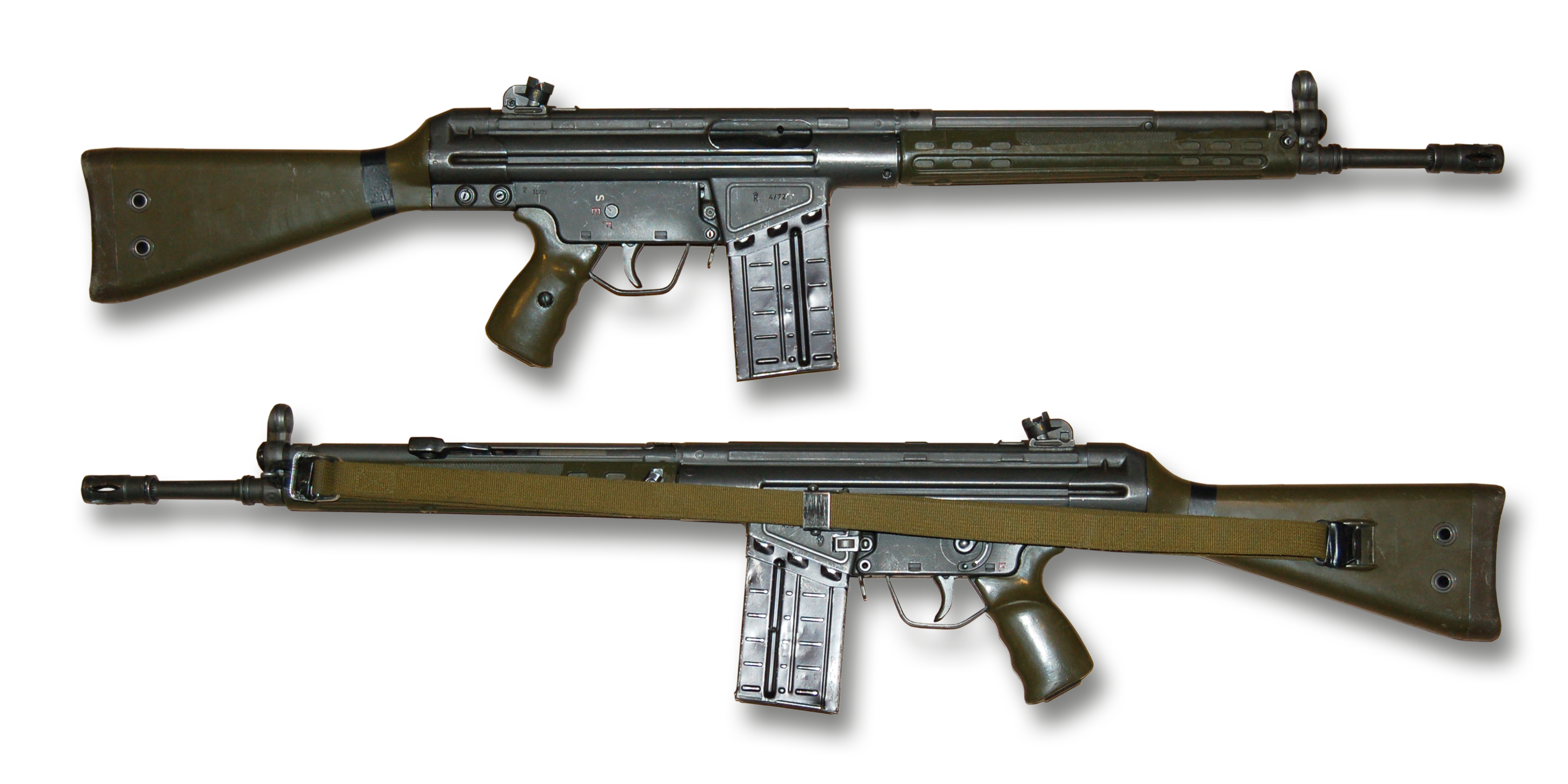
تفنگ جنگی ژ۳، با مهمات کالیبر ۵۱×۷٫۶۲ میلی‌متر ناتو، تفنگ سازمانی ارتش جمهوری اسلامی ایران می‌باشد.

تفنگ سازمانی (انگلیسی: Service rifle) یا سلاح سازمانی یا تفنگ شماره استاندارد (انگلیسی: standard-issue rifle) یک تفنگ گلوله‌زنی است که برای پیاده‌نظام عادی مورد استفاده قرار می‌گیرد. در ارتش‌های مدرن، این تفنگ معمولاً یک تفنگ جنگی، تفنگ تهاجمی یا کارباین همه‌کاره و نیرومند است که تقریباً برای استفاده در همه محیط‌ها مناسب است. اکثر نظامیان همچنین دارای تپانچه سازمانی یا اسلحه کمری برای همراهی با تفنگ‌های سازمانی خود هستند.